# Conus marmoreus
Conus marmoreus Linnaeus, 1758 è una specie di molluschi gasteropodi della sottoclasse Caenogastropoda. È la specie tipo del genere Conus.

## Descrizione
Conus marmoreus ha una conchiglia medio-grande di forma conica con guglia depressa. L'esemplare adulto può raggiungere una lunghezza massima di 150 mm con un valore tipico di 100 mm. L'apertura è piuttosto stretta, con margini quasi paralleli. Periostraco da giallastro a marrone aranciato, sottile, traslucido, liscio.
La conchiglia presenta un caratteristico motivo ornamentale costituito da una retinatura che forma delle grandi macchie pseudo-triangolari o romboidali arrotondate. Le macchie sono bianche o rosa pallido mentre la retinatura può variare dal marrone scuro al nero, al giallo, o anche arancio rossiccio. I colori e le dimensioni sono influenzati dalla collocazione geografica delle specie. Ad esempio le specie della Nuova Caledonia risultano solitamente di colore giallo o marrone rossiccio e di dimensioni più piccole rispetto a quelle di altre aree. Più raramente la conchiglia si presenta di colore bianco senza retinatura. Questa specie era in passato considerata una specie separata chiamata Conus suffusus Sowerby iii, 1870, ma attualmente questo nome è considerato un sinonimo di C. marmoreus.
Il corpo è striato. Dorso del piede da bianco a marrone chiaro, screziato di marrone, con una linea o fascia marginale nera che termina con una macchia latero-anteriore. I margini laterali del piede possono essere macchiati di marrone; bordo anteriore del piede occasionalmente giallo-arancio. Pianta del piede da bianca a crema, venata di varie sfumature di marrone, con linee longitudinali marrone più scuro. Lato ventrale del rostro crema, con linee trasversali marrone chiaro. Tentacoli dal bianco al marrone chiaro; punta bianca, marrone o nera. Sifone bianco, a volte con bordi da giallo a marrone chiaro.

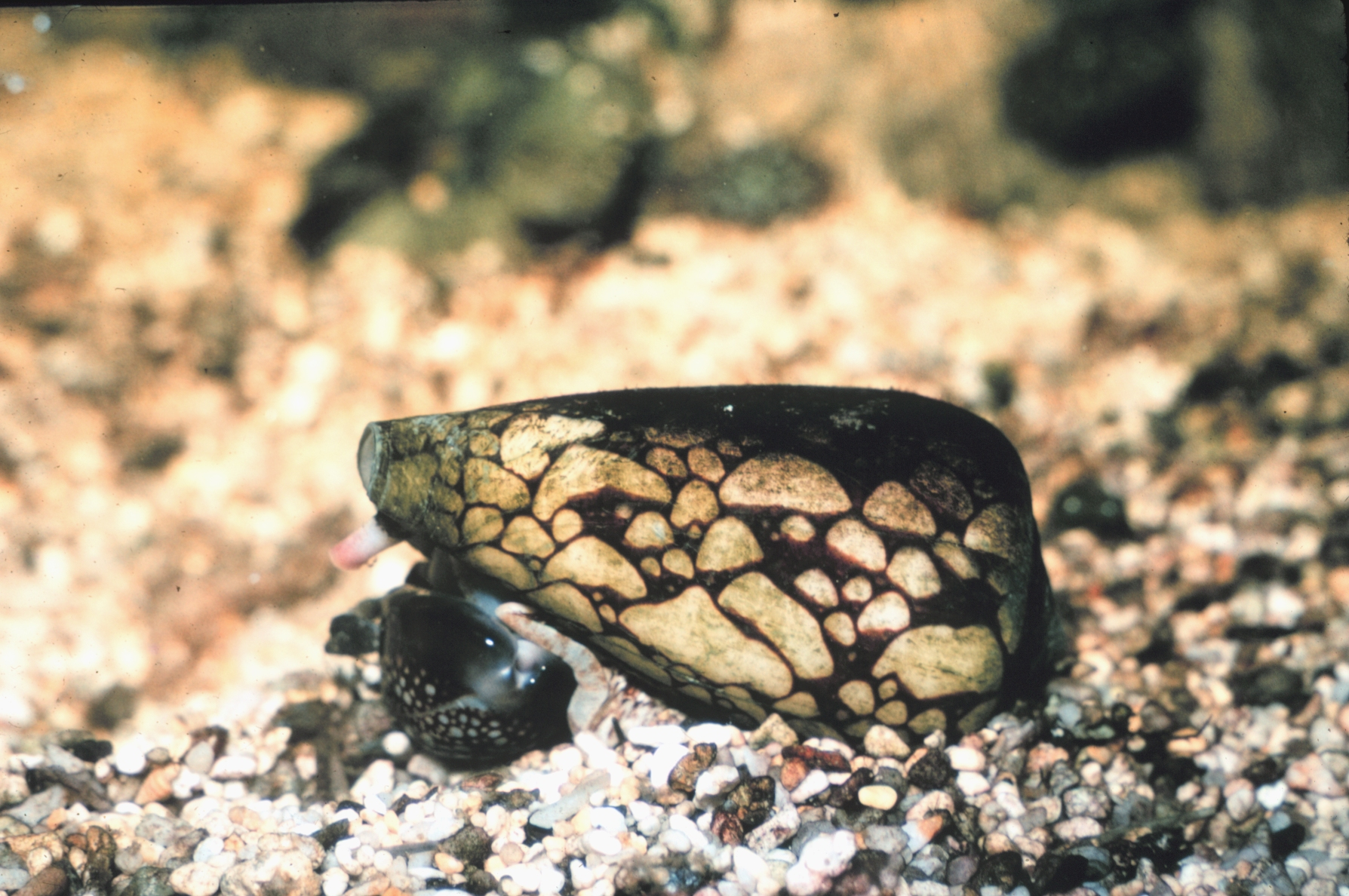
Conus marmoreus che si alimenta di una Monetaria caputserpentis

Radula toxoglossa costituita da un singolo dente radulari costituito da punta chitinosa, cava, simile a una freccia, formata nella guaina radulare. Questa punta viene alimentata con un veleno nella cavità buccale e quindi rilasciata, tramite un muscolo altamente estensibile simile ad una proboscide che nelle specie più grandi può raggiungere la maggior parte se non tutte le parti del guscio. Una volta rilasciata la radula rimane attaccata al Conus e quando la preda è paralizzata, il gasteropode ritrae la radula e avvolge la preda attraverso l'apertura radolare. La tossina prodotta dal C. marmoreus è mortale per i molluschi ma non per gli umani, anche se le punture possono essere molto dolorose.
L'habitat di questa specie sono le barriere coralline, zone intercotidali e sublitorali fino a una profondità di circa 10 m.
C. marmoreus si nutre di vari gasteropodi tra cui altri conidi che uccide tramite la sua tossina letale per i molluschi, difficilmente colpisce i piccoli mammiferi. Il diametro dell'uovo di 390-400 µm suggerisce un periodo pelagico minimo di 7-8 giorni.
Il C. marmoreus è diffuso nell Indo-Pacifico, dall'Africa orientale alla Polinesia orientale; a nord fino al Giappone meridionale e alle Hawaii e a sud fino al Queensland e alla Nuova Caledonia.

## Galleria d'immagini

Colorazioni di Conus marmoreus
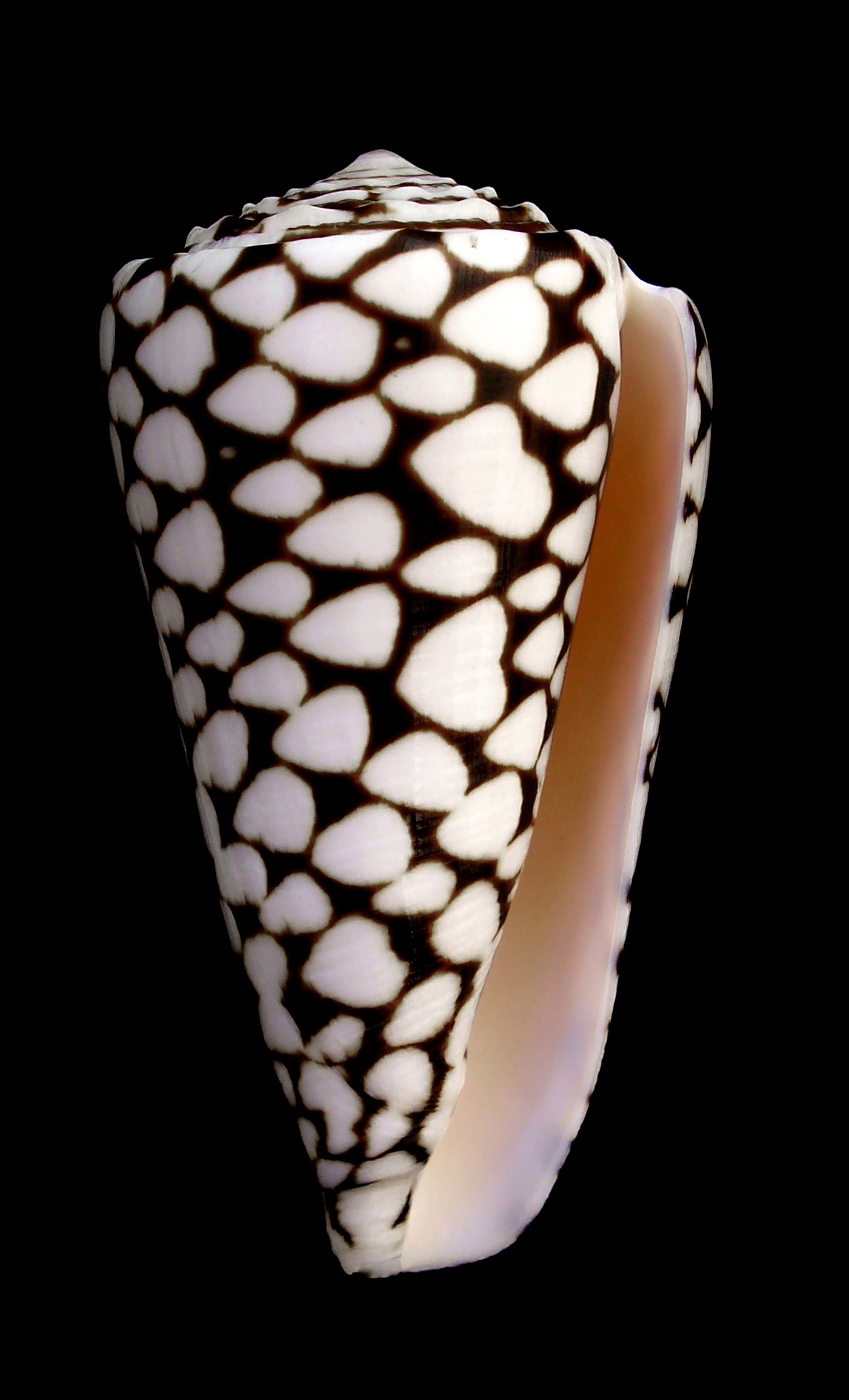
C. marmoreus retinatura tipica nera
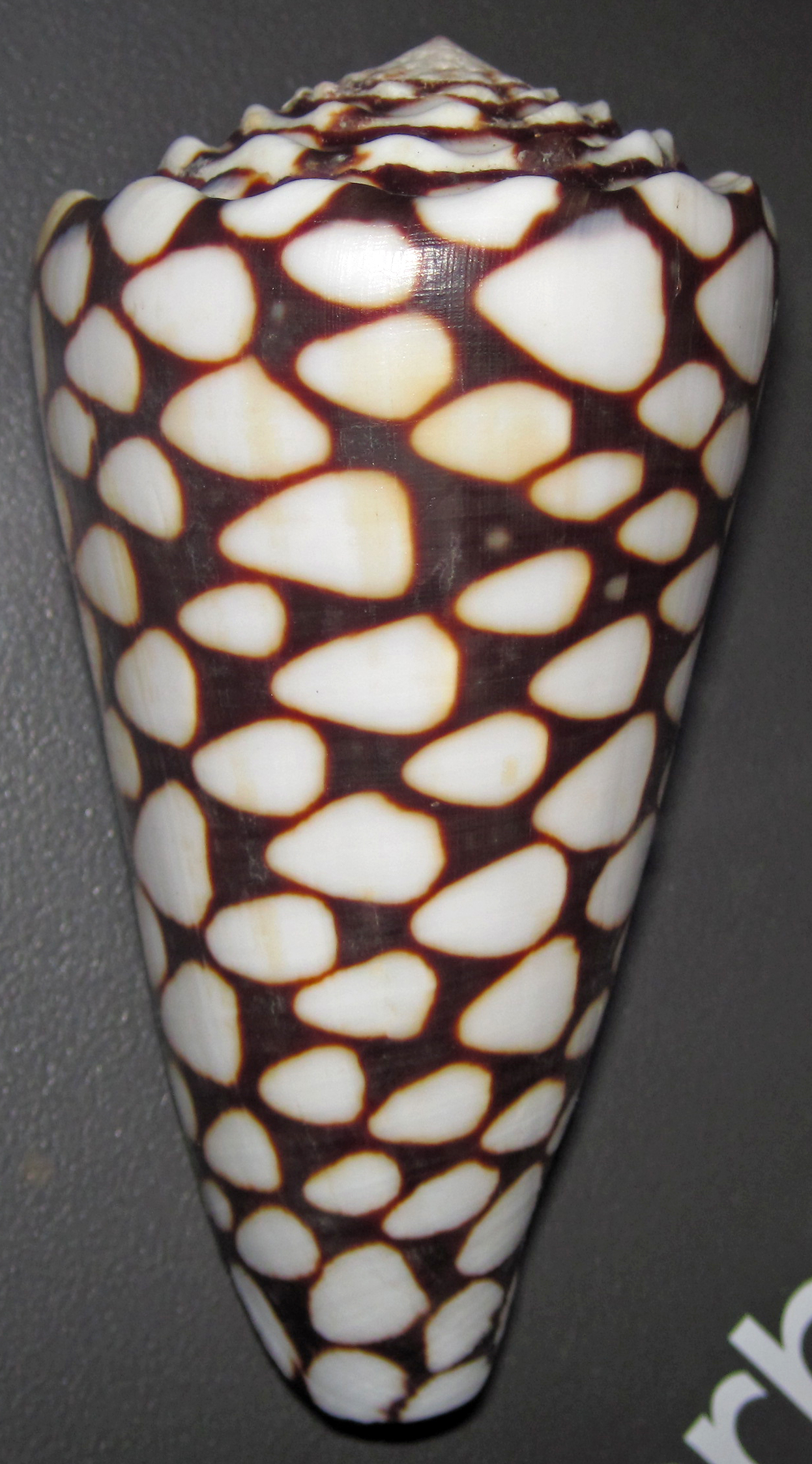
C. marmoreus retinatura marrone (Bailey-Matthews Shell Museum, Sanibel Island, Florida, USA)
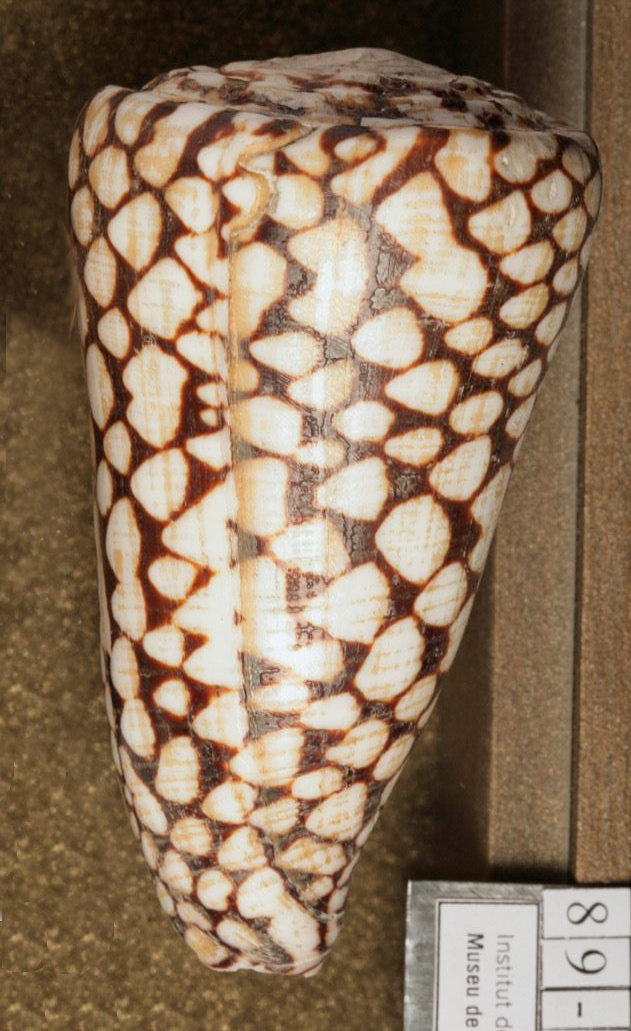
C. marmoreus (India)
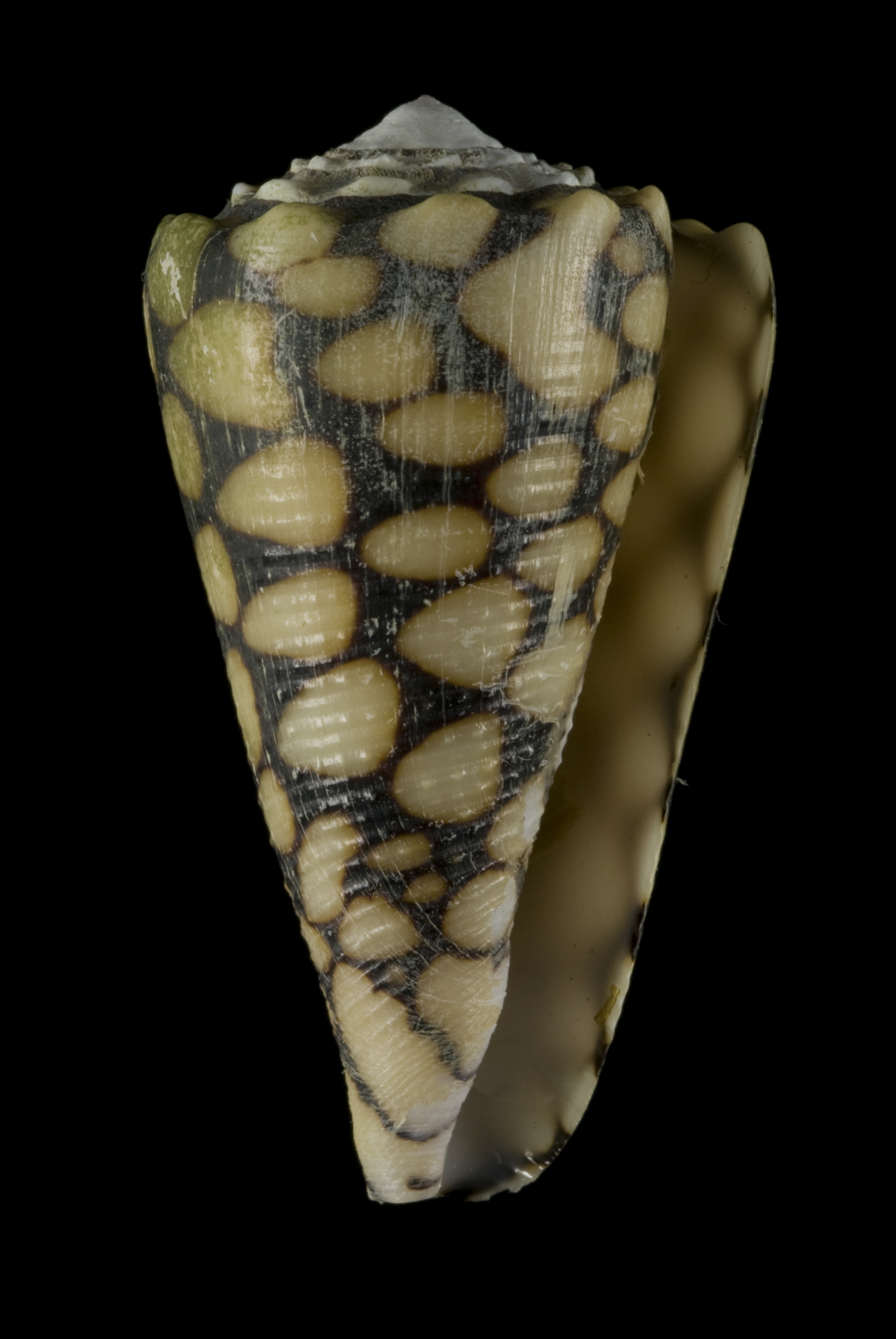
B. undatum (Papua Nuova Guinea; Island group)
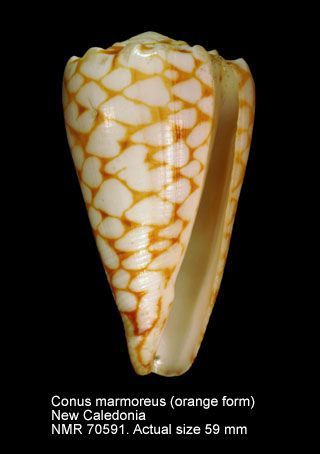
B. undatum (Nuova Caledonia)
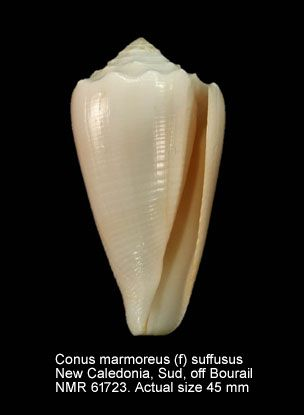
B. undatum suffusus (Nuova Caledonia)